# Boubers-sur-Canche
Boubers-sur-Canche – miejscowość i gmina we Francji, w regionie Hauts-de-France, w departamencie Pas-de-Calais.
Według danych na rok 1990 gminę zamieszkiwały 604 osoby, a gęstość zaludnienia wynosiła 65 osób/km² (wśród 1549 gmin regionu Nord-Pas-de-Calais Boubers-sur-Canche plasuje się na 717. miejscu pod względem liczby ludności, natomiast pod względem powierzchni na miejscu 367.).